# Frank Seator
Frank Jean Seator (ur. 24 października 1975, zm. 11 lutego 2013 w Harbel) – liberyjski piłkarz, grający na pozycji napastnika.

## Kariera
Seator zaczynał karierę w rodzimych zepsołach LPRC Oilers i Mighty Barolle. W 1995 roku wyjechał na Węgry i został zawodnikiem Pécsi Mecsek FC. W 1996 roku przeszedł do Videotonu, gdzie w 15 meczach strzelił 8 goli. Później, w 1997 roku, został piłkarzem Al-Wakrah SC. Tym samym Seator przez prawie całą swoją będzie grał w klubach azjatyckich. Jedynie w 1998 Seator zagrał w szwedzkim Degerfors IF, a w sezonie 2002/2003 w tunezyjskim Espérance Tunis. W ciągu swojej kariery Seator występował w Katarze, Kuwejcie, Malezji i Indonezji. Od 2009 roku był piłkarzem Al Oruba Sur, grającego w lidze Omanu.
W reprezentacji narodowej Liberii Seator grał w latach 2000–2004. Zagrał m.in. w Pucharze Narodów Afryki 2002.